# C-RAN
C-RAN prové del mot anglès Cloud Radio Acces Network. És una nova arquitectura de xarxa que s'aplica en les xarxes de telefonia mòbil.
Consisteix que part de la computació que actualment es dona a les estacions base passi a fer-se en centres de càlcul (al núvol).

## Problemàtica
Actualment vivim en un món on és essencial la comunicació a través de la telefonia mòbil entre les persones. Per poder fer possible aquesta realitat s'han anat construint antenes telefòniques arreu del territori per donar cobertura en les diferents àrees. Ara però, no només es necessita la connexió telefònica sense fils que permet fer trucades sinó que els consumidors requereixen tenir connexió a internet i que aquesta cada vegada sigui més ràpida.
Per aquesta raó força sovint (cada 2 o 3 anys) sorgeixen noves tecnologies de transmissió sense fils de dades 2G, 3G, 4G,...
Per poder fer front a aquests canvis és necessari fer canvis profunds en aquestes antenes especialment en la part maquinari per poder incloure les noves tecnologies que van sorgint.
Això provoca que el maquinari especialitzat i car no arribi a amortitzar els costos des de la seva instal·lació fins al seu reemplaçament.
Es pot resumir de manera general 5 tasques principals que desenvolupen les antenes actuals. D'aquestes 5 les 2 primeres normalment no requereixen modificació de maquinari en fer un canvi de tecnologia mentre que les 3 restants sí.
No requereixen reemplaçament en canvi de tecnologia:
- Recepció i enviament de dades: Quan un dispositiu pretén connectar-se amb un altre independentment de si és a través d'una trucada convencional o per intercanviar dades a través d'internet, les antenes s'encarreguen de rebre les dades i enviar les dades altres antenes, transmetre-ho a un altre medi (cable), altres dispositius,...
- Descodificació i Codificació de dades: L'antena ha de ser capaç de descodificar les dades que rep dels dispositius, altres antenes, dades d'altres medis i tornar-les a codificar per transmetre-les novament.

Requereixen reemplaçament en canvi de tecnologia:
- Assignació de canals: Quan un dispositiu es connecta per primera vegada a una antena (normalment quan s'encén) se li assigna una banda de freqüència que està reservada a aquest dispositiu i que possibilita poder enviar i rebre dades sempre per la mateixa freqüència. Normalment, per saber quin canal s'ha d'assignar, cal l'execució d'un algoritme complex per saber quines freqüències resten lliures no només en la mateixa antena sinó també en les pròximes. És necessari fer aquest algoritme per permetre la migració del canal en diferents antenes.
- Migració de canals: Quan s'ha assignat un canal (rang de freqüències) a un dispositiu l'antena ha d'oferir la possibilitat de migrar el canal en cas que el dispositiu s'estigui movent per diverses regions on l'antena inicial no ofereix cobertura sense que es talli la comunicació.
- Geolocalització: A més a més dels serveis esmentats les antenes també ofereixen la possibilitat de conèixer la localització del dispositiu amb el qual té connexió de manera menys precisa que amb GPS.

## Solució
Ja que hi ha una part de les tasques que no necessiten actualització, la solució implica deixar en cada antena la part de maquinari necessària per implementar la recepció, enviament, codificació i descodificació de dades.
Per altra banda, s'aplica C-RAN en les 3 tasques que sí que requereixen actualització en canvi de tecnologia.
Per passar del maquinari específic que hi havia inicialment en cada antena a maquinari general d'un centre de processament de dades s'utilitza virtualització, ja que permet simular maquinari específic en hardware genèric mitjançant programari.

## Millores
- Reducció de despesa maquinari en estacions base: a causa de l'aplicació de C-RAN el canvi de tecnologia ja no suposa un reemplaçament de maquinari. A més a més el maquinari de les antenes és molt més simple i agilitza la detecció d'errors.
- Actualitzacions programari: En lloc de reemplaçar el maquinari existent això es pot solucionar mitjançant una actualització programari sobre el maquinari genèric utilitzat.
- Menys despesa energètica: centralitzar en un mateix lloc la computació permet l'estalvi d'energia, ja que segons demanada es pot ajustar el consum segons demanda.
- Més computació i flexibilitat: Com que la computació es produeix al núvol (CPD) és fàcil iniciar o tancar màquines en cas de requerir més o menys computació. Això permet una major flexibilitat i tolerància en casos de pics de connexions per exemple en esdeveniments esportius o manifestacions de manera que la xarxa pot fer front afegint nodes de computació dinàmicament.
- Reducció d'impacte visual i ambiental: en reduir el maquinari és més fàcil reduir les antenes i integrar-les de manera més dissimulada a l'interior de ciutats.

## Noves problemàtiques
Connexió entre antenes i CPD: tot i la desaparició del problema de computació perquè se centralitza apareix el requeriment d'alta connexió entre l'antena i el CPD. En la implementació de la solució és fàcil que es trobin colls d'ampolla on hi ha una reducció dràstica en la velocitat de connexió per l'agregació de dades o en cas d'haver de crear una línia dedicada requereix un al cost d'instal·lació.

## Light Radio
Producte que implementa la solució C-RAN amb la col·laboració de les empreses: Etisalat, China Mobile, América Móvil i Alcatel-Lucent.
L'objectiu d'aquest programa és crear una antena modular de dimensions tan reduïdes perquè cabés al palmell de la mà. Evidentment una antena de les utilitzades porta més mòduls que n'augmenten les dimensions però encara hi ha una gran diferència entre les solucions implementades i les antenes actuals.
Actualment es troba en fase de proves per l'empresa Movistar Barcelona i se'n preveu el llançament al mercat durant el 2016.